# بوب سادوفسكي (لاعب كرة قاعدة)
بوب سادوفسكي (بالإنجليزية: Bob Sadowski)‏ هو لاعب كرة قاعدة أمريكي، ولد في 15 يناير 1937 في سانت لويس في الولايات المتحدة، وتوفي بنفس المكان في 6 يناير 2017.

## وصلات خارجية
- بوب سادوفسكي (لاعب كرة قاعدة) على موقع دوري كرة القاعدة الرئيسي (الإنجليزية)
- بوب سادوفسكي (لاعب كرة قاعدة) على موقعبيزبول رفرنس.كوم (الدوري الرئيسي) (الإنجليزية)
- بوب سادوفسكي (لاعب كرة قاعدة) على موقعبيزبول رفرنس.كوم (الدوري الثانوي) (الإنجليزية)